# 拜尔采尔
拜尔采尔，是匈牙利诺格拉德州所辖的一个村。总面积35.88平方公里，总人口2022，人口密度56.4人/平方公里（2011年1月1日）。